# 第15装甲旅団 (ドイツ連邦陸軍)
第15装甲旅団「ヴェスターヴァルト」（だい15そうこうりょだん、ドイツ語：Panzerbrigade 15, "Westerwald"）は、ドイツ連邦陸軍の旅団の一つ。第5装甲師団隷下にあって、旅団司令部をコブレンツに置き、旅団隷下部隊はヴェスターヴァルト一帯に駐屯していた。 

## 歴史

### 第1次編制
1957年にA5戦闘群の一部をもって編成されたC5戦闘群を基に旅団の基礎が築かれた。その後、陸軍第2次編制の後半期にて第15装甲旅団に改編される。当初の旅団隷下部隊は以下のとおりであった。
- 旅団司令部中隊　在コブレンツ
- 第151装甲擲弾兵大隊　在シュヴァルツェンボルン
- 第153戦車大隊　在コブレンツ
- 第154戦車大隊　在ヴェスターブルク、レンネロート
- 第150駆逐戦車中隊
- 第150装甲工兵中隊
- 第150整備中隊
- 第150補給中隊

独立中隊は全てヴェスターブルクまたはレンネロートに駐屯していた。

### 第4次編制
陸軍第4次編制期の旅団隷下部隊は以下のとおりであった。
- 旅団司令部中隊
- 第151戦車大隊
- 第152装甲擲弾兵大隊（第13装甲擲弾兵旅団の旧第132装甲擲弾兵大隊）
- 第153戦車大隊
- 第154戦車大隊
- 第155装甲砲兵大隊
- 第150駆逐戦車中隊
- 第150装甲工兵中隊
- 第150整備中隊
- 第150補給中隊

1988年に名誉称号「ヴェスターヴァルト」が与えられる。1991年にラーンシュタインの第155装甲砲兵大隊が解隊される。1993年6月25日に旅団は解隊される。

## 歴代旅団長
| 代 | 氏名                                                                    | 着任          | 離任          |
| -- | ----------------------------------------------------------------------- | ------------- | ------------- |
| 1  | マックス・スパーリンク陸軍大佐 Max Sperling                             | 1957年9月1日  | 1959年1月31日 |
| 2  | ゲルラッハ・フォン・ガウデッカー陸軍大佐 Gerlach von Gaudecker          | 1959年2月1日  | 1962年9月30日 |
| 3  | フリッツ・フェックナー陸軍大佐 Fritz Fechner                            | 1962年10月1日 | 1965年9月30日 |
| 4  | ヘルマン・ブッシュリブ陸軍准将 Hermann Büschleb                         | 1965年10月1日 | 1968年3月31日 |
| 5  | ハンス＝ハインリヒ・クライン陸軍准将 Hans-Heinrich Klein                | 1968年4月1日  | 1970年9月30日 |
| 6  | ギュンター・キースリンク陸軍大佐 de:Günter Kießling                     | 1970年10月1日 | 1971年9月30日 |
| 7  | エッカート・アフェールト陸軍准将 Eckart Afheldt                         | 1971年10月1日 | 1974年9月30日 |
| 8  | ヴェルナー・ランゲ陸軍准将 Werner Lange                                 | 1974年10月1日 | 1976年9月30日 |
| 9  | ギュンター・クリーベル陸軍准将 Günter Kriebel                           | 1976年10月1日 | 1982年7月20日 |
| 10 | ヴェルナー・フォン・シェフェン陸軍大佐 de:Werner von Scheven            | 1982年7月21日 | 1985年3月31日 |
| 11 | エックハルト・ストゥアート陸軍大佐 Eckhard Stuart                       | 1985年4月1日  | 1986年3月31日 |
| 12 | ディーター・シュトックマン陸軍大佐 de:Dieter Stöckmann                  | 1986年4月1日  | 1989年9月30日 |
| 13 | ハンス＝ペーター・フォン・キルヒバッハ陸軍准将 Hans-Peter von Kirchbach | 1989年10月1日 | 1991年3月21日 |
| 14 | アクセル・ブルグナー陸軍大佐 de:Axel Bürgener                           | 1991年3月22日 | 1993年        |